# 스페이스 크래프트
스페이스 크래프트(일본어: ペースクラフト, 영어: Space Craft)는 일본의 연예 기획사이다.

## 주요 소속 연예인

### 스페이스 크래프트
- 아리무라 나기사
- 이마쥬쿠 아사미
- 오구치 모모코
- 카사이 미카코
- 카미오카 치에
- 카린 츄
- 키구치 미와코
- 사토 아이코
- 사토 요리코
- 시미즈 유미코
- 스즈키 유나
- 세키 아야노
- 츠노다 토모미
- 토요바 사키
- 나카바야시 미와
- 니시아키 아이나
- 히카사 레이나
- 히로세 미카
- 히라카와 유리
- 모리야마 사츠키
- 야하라 리카
- 야마다 하루코
- 와카츠키 사라

### 스페이스 크래프트 프로듀스
- Wakana (오오타키 와카나)
- 카토 아스카
- 산토스 안나
- 오다 카오리
- 캬나리클럽 (멤버인 니와 미키호와 오가와 마나가 소속)
- 사이토 츠네요시
- 시나가와 에미
- 오자와 타쿠미
- 우우라 사에카
- 유키 아이라
- 하루나 루나
- 히와타시 유이

### 스페이스 크래프트 엔터테인먼트

#### 여성 배우
- 아리모리 나리미
- 미키 타카코
- 칸다 우노
- 쿠로타니 토모카
- 쿠리야마 치아키
- 콘노 아야카
- 모리 호사치
- 미즈타니 유리
- 이와타 사유리
- 야마구치 미사
- 우에무라 치카
- 히즈키 하나
- 니시다 마이
- 미우라 유이
- 오오우라 이쿠코
- 타카다 아유미
- 히가시 미키
- 이치키 미사토
- 야마키 리사(업무제휴)
- 시라이 코토노

#### 남성 배우
- 와타베 고타
- 시노야마 아키노부
- 아카츠카 아츠노리
- 성하
- 오오야마 마사시
- 이데 타쿠야
- 테루마
- 카토 가이야
- 후지와라 카오루